# Blecua y Torres
Blecua y Torres es un municipio español de la Hoya de Huesca, en la provincia de Huesca (Aragón, España). Fue formado por la fusión de los municipios de Blecua y Torres de Montes en 1969. Tiene un área de 36,2 km² con una población de 188 habitantes (INE 2022).

## Localidades limítrofes
- Angüés
- Antillón
- Pueyo de Fañanás

## Historia
Blecua se unió a Torres de Montes (1960 – 1970) para formar el nuevo municipio de Blecua y Torres con capitalidad en Blecua.

## Administración y política
| Período    | Alcalde                    | Partido |  |
| ---------- | -------------------------- | ------- |  |
| 1979-1983  | Ricardo Ángel Borau Alfaro | UCD     |  |
| 1983-1987  | Ricardo Ángel Borau Alfaro | PSOE    |  |
| 1987-1991  | Ricardo Ángel Borau Alfaro | PSOE    |  |
| 1991-1995  | José María Zamora Baruquer | PSOE    |  |
| 1995-1999  | José María Zamora Baruquer | PSOE    |  |
| 1999-2003  | José María Zamora Baruquer | PSOE    |  |
| 2003-2007  | José María Zamora Baruquer | PSOE    |  |
| 2007-2011  | José María Zamora Baruquer | PSOE    |  |
| 2011-2015  | José María Zamora Baruquer | PSOE    |  |
| 2015-2019  | José María Zamora Baruquer | PSOE    |  |
| 2019-2023  | Bernabé Nasarre Zamora     | AETB    |  |
| 2023- act. | Bernabé Nasarre Zamora     | AETB    |  |

| Partido político    | Partido político                                   | 2003   | 2007   | 2011   | 2015   | 2019   |
| Partido político    | Partido político                                   | Ediles | Ediles | Ediles | Ediles | Ediles |
|                     | Agrupación de electores (AETB)                     | —      | —      | —      | —      | 4      |
|                     | Partido de los Socialistas de Aragón (PSOE-Aragón) | 5      | 4      | 4      | 4      | 1      |
|                     | Partido Popular de Aragón (PP)                     | 0      | 0      | 1      | 1      | 0      |
|                     | Partido Aragonés (PAR)                             | 0      | 0      | 0      | —      | 0      |
|                     | Chunta Aragonesista (CHA)                          | —      | 1      | —      | —      | —      |
| Total de concejales | Total de concejales                                | 5      | 5      | 5      | 5      | 5      |

## Demografía
Blecua y Torres cuenta con una población de 172 habitantes (INE 2024).
| Gráfica de evolución demográfica de Blecua y Torres entre 1970 y 2021 |
| |
| Población de derecho según los censos de población del INE Población de hecho según los censos de población del INEEntre el censo de 1970 y el anterior, aparece este municipio porque se fusionan los municipios 22544 (Blecua) y 22644 (Torres de Montes) |

## Monumentos
- Castillo-ermita románico de Santa Ana, del Siglo XI

### Monumentos religiosos
- Iglesia parroquial, dedicada a los Santos Reyes
- Ermita de Santa Ana restaurada en 2007

## Cultura
- Museo Etnológico en el que se muestran diferentes instrumentos de la vida cotidiana.

## Fiestas
- San Rafael: fiesta en honor al arcángel de San Rafael celebradas el fin de semana más próximo al 24 de octubre

## Personas destacadas
- D. Agustín Arnalda - Gramático que fue profesor de Humanidades en La Seo de Zaragoza a principios del siglo XVIII